# Pugatschowo (Kaliningrad, Bagrationowsk)
Pugatschowo (Пугачёво, deutsch Pugatschowo) war ein Ort in der russischen Oblast Kaliningrad (Gebiet Königsberg (Preußen)). Seine Ortstelle gehört heute zum Munizipalkreis Rajon Bagrationowsk (Stadtkreis Preußisch Eylau).

## Geographische Lage
Die Ortsstelle Pugatschowos liegt im südlichen Westen der Oblast Kaliningrad, 22 Kilometer nordwestlich der einstigen Kreis- und heutigen Rajonshauptstadt Bagrationowsk (deutsch Preußisch Eylau).

## Geschichte
Das einstige Willemsdorf wurde um 1337 gegründet und wurde nach 1414 Wilmsdorff, vor 1785 bis 1947 Wilmsdorf genannt. Es bestand aus mehreren kleinen Höfen und Gehöften. Als 1874 der Amtsbezirk Moritten (russisch Oktjabrskoje) im ostpreußischen Kreis Preußisch Eylau gebildet wurde, war die Landgemeinde Wilmsdorf von Anfang an ihm zugehörig. Die Landgemeinde Wilmsdorf zählte im Jahre 1910 99 Einwohner.
Am 30. September 1928 verlor Wilmsdorf seine Eigenständig, als es sich mit dem Gutsbezirk Glauthienen zur neuen Landgemeinde Glauthienen.
Als 1945 das gesamte nördliche Ostpreußen in Kriegsfolge an die Sowjetunion fiel, war auch Wilmsdorf davon betroffen. Allerdings behielt der Ort bis 1947 seinen deutschen Namen. 
Im Jahre 1947 wurde Wilmsdorf in „Pugatschowo“ umbenannt und in den Perwomaiski selski Sowet (Dorfsowjet Kavern) eingegliedert. Allerdings nicht für längere Zeit, denn bereits Anfang der 1950er Jahre wurde Pugatschowo in den Puschkinski selski Sowet (Dorfsowjet Posmahlen) umgegliedert. In den 1950er Jahren wurde der Ort zwar anfangs noch besiedelt, dann aber schon lange vor 1975 verlassen aufgegeben. Heute ist Pugatschowo ein untergegangener Ort. Er liegt im Gebiet des Munizipalkreises Rajon Bagrationowsk in der Oblast Kaliningrad der heutigen Russischen Föderation.

## Religion
Bis 1945 war Wilmsdorf in die evangelische Kirche Kreuzburg (Ostpreußen) in der Kirchenprovinz Ostpreußen der Kirche der Altpreußischen Union, außerdem in die römisch-katholische Kirche Preußisch Eylau (russisch Preußisch Eylau).

## Verkehr
Die nicht mehr erkennbare Ortsstelle liegt östlich der Kommunalstraße 27K-089, die von Swetloje (Kobbelbude) nach Kornewo (Zinten) führt. Sie ist von Wyssokoje (Tiefenthal) aus zu erreichen.